# نگارخانه ملی سنگاپور
نگارخانه ملی سنگاپور (انگلیسی: National Gallery Singapore) که اغلب با نام نگارخانه ملی شناخته می‌شود، یک نهاد عمومی و موزه ملی است که به فرهنگ و هنر اختصاص داده شده و در منطقه سیویک، سنگاپور واقع شده است.
اهداف نگارخانه، تدارک شناخت عمیق و تقویت هنر و فرهنگ از طریق رسانه‌های مختلف، با تمرکز بر میراث و فرهنگ سنگاپور و ارتباط آن با سایر فرهنگ‌های آسیایی و جهان است. این نگارخانه از دو بنای تاریخی، دیوان عالی سابق و سیتی‌هال سابق تشکیل شده است و در مجموع دارای زیربنایی بالغ بر ۶۴٬۰۰۰ مترمربع (۶۹۰٬۰۰۰ فوت‌مربع) می‌باشد، که باعث شده است تا این نگارخانه به بزرگ‌ترین مکان هنرهای تجسمی و بزرگ‌ترین موزه در سنگاپور تبدیل گردد. برای توسعه نگارخانه ملی سنگاپور، در کل هزینه ایی بالغ بر ۵۳۲ میلیون دلار انجام گرفته است.